# قصر بجير
قصر بجير هي قرية مغربية شمال المملكة. تنتمي قصر بجير لإقليم العرائش الساحلي. تضم هذه القرية 14.876 نسمة (إحصاء 2004).

## دواوير الجماعة القروية
- الجشاشرة
- الضوامر
- ولاد شتوان
- اولاد سدرة
- البواحطة
- جبل الغني
- عين ثوثة
- السريمة
- صيار